# Harry Merl
Harry Merl (* 11. November 1934 in Wien) ist ein österreichischer Psychoanalytiker, Arzt und Familientherapeut.

## Leben und Wirken
Harry Merl wuchs als Sohn jüdischer Eltern – die ihren Glauben jedoch nicht praktizierten – in Wien auf und überlebte als eines von wenigen jüdischen Kindern die NS-Zeit. Nach der Reichspogromnacht wurden seine Eltern von der Vugesta zur Räumung hunderter verlassener jüdischer Wohnungen zwangsverpflichtet. Der vierjährige Harry musste dabei täglich bis zu 14 Stunden allein zuhause bleiben. Da der Vater während des Zweiten Weltkrieges als Zwangsarbeiter in Eisenerz eingesetzt war, verbrachte er im Krieg lange Zeit allein mit seiner Mutter, wo das Buch Doktor Dolittle und seine Tiere, in welchen Dolittle die Tiere rettete, mitentscheidend für Merls spätere Berufswahl war. Nachdem sie ihre Namen auf einer Deportationsliste für das KZ Auschwitz gefunden hatte, musste die Familie Merl mehrere Monate versteckt in einem Kohlenkeller in Wien verbringen, bis sie am 6. April 1945 durch die Rote Armee befreit wurde. Merl verlor durch den Holocaust seine Großeltern – seine Großmutter wurde als polnische Jüdin in der Ukraine ermordet – und andere Verwandte.
Nach seinem Medizinstudium wurde Merl Facharzt für Psychiatrie und Neurologie. Ab 1968 war er am Institut für Psychotherapie der Landesnervenklinik Wagner-Jauregg in Linz tätig und entwickelte dort die systemische Familientherapie. Er baute das Institut für Familientherapie auf und war dessen langjähriger Leiter. Merl wird deshalb als Vater der systemischen Familientherapie in Österreich bezeichnet.
Als Dozent für Psychotherapie an den Universität Graz und an der Medizinischen Fakultät der Universität Wien lehrte er seinen obersten Grundsatz, Menschen zu lieben, auch an den Universitäten Klagenfurt, Linz, Salzburg und Wien. Seit seiner Pensionierung ist Merl freischaffend als systemischer Therapeut und Supervisor tätig.
Seit 1958 ist Merl mit der Diplomierten Krankenschwester und Mormonin Christine Merl verheiratet, die ebenfalls als Familientherapeutin tätig wurde. Das Ehepaar hat fünf Kinder und lebt in Gramastetten. Auch Harry Merl konvertierte zur Kirche Jesu Christi der Heiligen der Letzten Tage, der mormonischen Glaubensgemeinschaft.

## Publikationen
- Familientherapie. Grundlagen und Versuch einer Theorie der Intervention. Ehe u. Familie, Zeitschriften-Verlags-Gesellschaft, Wien 1987, ISBN 978-3-900353-25-4.
- Über das Offensichtliche oder den Wald vor lauter Bäumen sehen. Ein Propädeutikum. Krammer Verlag, Wien 2006, ISBN 978-3-901811-19-7.
- Systemische Familientherapie. Logik der Interventionen. heugl solution press, Wien 2016, ISBN 978-3-902971-03-6.
- Das Gesundheitsbild. Lösungen durch Intuition. heugl solution press, Wien 2018, ISBN 978-3-902971-04-3.

## Auszeichnungen
- 1997 Goldenes Ehrenzeichen für Verdienste um die Republik Österreich[6]

## Künstlerische Auseinandersetzung
Harry Merl – vom verfolgten jüdischen Kind zum Vater der Familientherapie. Theaterproduktion von Johannes Neuhauser. Uraufführung 3. November 2018, Tribüne Linz.